# وقواق أكمت الصدر
وقواق أكمت الصدر (الاسم العلمي: Coccyzus rufigularis)، نوع من أنواع طيور الوقواق يستوطن جزيرة هيسبانيولا في منطقة البحر الكاريبي. ويبلغ طوله حوالي 45-50 سنتيمترًا (18-20 بوصة).